# Дамиани, Дамиано
Дамиа́но Дамиа́ни (итал. Damiano Damiani; 23 июля 1922, Пазиано-ди-Порденоне, Фриули-Венеция-Джулия — 7 марта 2013, Рим) — итальянский актёр, кинорежиссёр, сценарист и писатель.

## Биография
Родился в Пасиано ди Порденоне, Фриули. Учился живописи в Академии изящных искусств Брера в Милане. Его работа в кино началась с 1946 года — сначала в качестве художника, затем помощника режиссёра.
В 1947 году Дамиани дебютировал с документальным фильмом «La banda d’Affari». Спустя несколько лет, в 1960 году, он выступил в качестве сценариста художественного фильма «Il rossetto». Фильм «L’isola di Arturo», снятый Дамиани в 1962 году, получил «Золотую раковину» на Международном кинофестивале в Сан-Себастьяне. Оба этих фильма являются частью психологической трилогии «Il rossetto», «Il sicario», «L’isola di Arturo», основанной на одноимённом романе Эльзы Моранте.
1960-е годы стали для Дамиани «золотым десятилетием». Его фильмы высоко оценивались критиками и имели большие кассовые сборы.
В 1966 году руководил съёмками одного из первых спагетти-вестернов «Пуля для генерала». В 1968 году с кинокартины «День совы» (основанной на романе Леонардо Шаша) началась серия фильмов режиссёра, в которых социальная критика, часто касающаяся связей между политикой и преступностью, вплеталась в захватывающие сюжеты. Фильм «Признание комиссара полиции прокурору республики» (1971) завоевал Золотой приз на VII Московском международном кинофестивале.
В 1984 году Дамиано Дамиани поставил один из самых известных итальянских телесериалов — «Спрут» (La piovra), посвящённый теме итальянской мафии тех лет и её участию в политике.
В 2000 году режиссёр поставил детективный фильм «Alex l’ariete», который из-за слабой работы съёмочной группы и некоторых сцен, воспринимающихся как бессмысленные, обозначил закат карьеры Дамиани.
В 2013 году в возрасте 90 лет Дамиано Дамиани скончался по причине дыхательной недостаточности.

## Фильмография

### Режиссёр
| Год  |     | Русское название                                 | Оригинальное название                                                    | Роль |
| ---- | --- | ------------------------------------------------ | ------------------------------------------------------------------------ | ---- |
| 1947 | док | Группа Аффори                                    | La banda d’Affori (документальный)                                       | -    |
| 1957 | док | Аттракционы                                      | Le giostre (документальный)                                              | -    |
| 1960 | тф  | Губная помада                                    | Il rossetto                                                              | -    |
| 1961 | ф   | Наёмный убийца                                   | Il sicario                                                               | -    |
| 1962 | ф   | Остров Артуро                                    | L’isola di Arturo                                                        | -    |
| 1963 | ф   | Скука                                            | La noia                                                                  | -    |
| 1963 | ф   | Воссоединение                                    | La rimpatriata                                                           | -    |
| 1966 | ф   | Золотая пуля                                     | El Chuncho, quien sabe?                                                  | -    |
| 1966 | ф   | Ведьма                                           | La Strega in amore -                                                     |      |
| 1968 | ф   | День совы                                        | Il Giorno della civetta                                                  | -    |
| 1968 | ф   | Слишком сложная девушка                          | Una Ragazza piuttosto complicata                                         | -    |
| 1970 | ф   | Самая красивая жена                              | La Moglie piu bella                                                      | -    |
| 1971 | ф   | Следствие закончено, забудьте                    | L' Istruttoria e chiusa: dimentichi                                      | -    |
| 1971 | ф   | Признание комиссара полиции прокурору республики | Confessione di un commissario di polizia al procuratore della repubblica | -    |
| 1972 | ф   | Джиролимони, чудовище Рима                       | Girolimoni, il mostro di Roma                                            | -    |
| 1974 | ф   | Почему убивают судей                             | Perche si uccide un magistrato                                           | -    |
| 1975 | ф   | Гений, два земляка и птенчик                     | Un Genio, due compari, un pollo                                          | -    |
| 1975 | ф   | Улыбка большого соблазнителя                     | Il sorriso del grande tentatore                                          | -    |
| 1977 | ф   | Я боюсь                                          | Io ho paura                                                              | -    |
| 1977 | ф   | Гудбай и аминь                                   | Goodbye & Amen                                                           | -    |
| 1978 | ф   | Человек на коленях                               | Un Uomo in ginocchio                                                     | -    |
| 1980 | ф   | Следствие с риском для жизни (Уведомление)       | L'avvertimento                                                           | -    |
| 1982 | ф   | Амитивилль 2: Одержимость                        | Amityville Possession                                                    | -    |
| 1983 | тф  | Слова и кровь                                    | Parole e sangue                                                          | -    |
| 1984 | с   | Спрут                                            | La Piovra                                                                | -    |
| 1985 | ф   | Связь через пиццерию                             | Pizza Connection                                                         | -    |
| 1986 | ф   | Дело Назаретянина                                | L' Inchiesta                                                             | -    |
| 1986 | ф   | Большая загадка                                  | La Gran incognita                                                        | -    |
| 1987 | док |                                                  | Imago urbis                                                              | -    |
| 1988 | тф  | Ленин. Поезд                                     | Lenin: The Train                                                         | -    |
| 1989 | ф   | Игра в убийство                                  | Gioco al massacro                                                        | -    |
| 1990 | ф   | Тёмное солнце                                    | Il sole buio                                                             | -    |
| 1992 | ф   | Ангел с ружьём                                   | L'angelo con la pistola                                                  | -    |
| 1992 | тф  | Уважаемый человек                                | Uomo di rispetto                                                         | -    |
| 1994 | тф  | Еще одна девочка - это слишком                   | Una bambina di troppo                                                    | -    |
| 1999 | тф  | Люби врага своего                                | Ama il tuo nemico                                                        | -    |
| 2000 | ф   | Упёртый Алекс                                    | Alex l'ariete                                                            | -    |
| 2001 | тф  | Люби врага своего 2                              | Ama il tuo nemico 2                                                      | -    |
| 2001 | ф   |                                                  | Un Altro mondo e possibile                                               | -    |
| 2002 | ф   | Убийство в день праздника                        | Assassini dei giorni di festa                                            | -    |

### Сценарист
- 1948 — Люди без завтрашнего дня \ Uomini senza domain
- 1953 — Дождь с неба \ Piovuto dal cielo
- 1957 — Тайны Парижа \ I misteri di Parigi
- 1959 — Царь Ирод Великий \ Erode il grande
- 1959 — Юдифь и Олоферн \ Giuditta e Oloferne
- 1959 — Бурлаки на Волге \ I Battellieri del Volga
- 1959 — Ад сверху \ L' Inferno addosso
- 1960 — Казаки \ I Cosacchi
- 1960 — Губная помада \ Il Rossetto
- 1960 — Гробница Фараона \ Il Sepolcro dei re
- 1960 — Наёмный убийца \ Il Sicario
- 1962 — Остров Артуро \ L' Isola di Arturo
- 1963 — Тоска \ La Noia
- 1963 — Воссоединение \ La Rimpatriata
- 1966 — Ведьма \ La Strega in amore
- 1968 — День совы \ Il Giorno della civetta
- 1968 — Слишком сложная девушка \ Una Ragazza piuttosto complicata
- 1970 — Самая красивая жена \ La Moglie piu bella
- 1971 — Следствие закончено, забудьте \ L' Istruttoria e chiusa: dimentichi
- 1971 — Признание комиссара полиции прокурору республики \ Confessione di un commissario di polizia al procuratore della repubblica
- 1972 — Джиролимони, чудовище Рима \ Girolimoni, il mostro di Roma
- 1974 — Почему убивают судей \ Perche si uccide un magistrato
- 1975 — Гений, два земляка и птенчик \ Un Genio, due compari, un pollo
- 1977 — Я боюсь \ Io ho paura
- 1977 — Гудбай и аминь \ Goodbye e amen
- 1978 — Человек на коленях \ Uomo in ginocchio, Un
- 1980 — Следствие риском дл жизни \ L' Avvertimento
- 1983 — Слова и кровь \ Parole e sangue (ТВ)
- 1985 — Связь через пиццерию \ Pizza Connection
- 1986 — Дело Назаретянина \ L' Inchiesta
- 1990 — Ленин. Поезд \ Lenin: The Train (ТВ)
- 1992 — Ангел с ружьём \ L’angelo con la pistola
- 1999 — Люби врага своего \ Ama il tuo nemico (ТВ)
- 2001 — Люби врага своего 2 \ Ama il tuo nemico 2 (ТВ)

### Актёр
- 1971 — Следствие закончено, забудьте \ L' Istruttoria e chiusa: dimentichi — адвокат Манци
- 1973 — Убийство Маттеоти \ Il Delitto Matteotti — Джованни Амендола
- 1974 — Почему убивают судей \ Perche si uccide un magistrato — юрист (в титрах не указан)